# Canibalismo en Oceanía

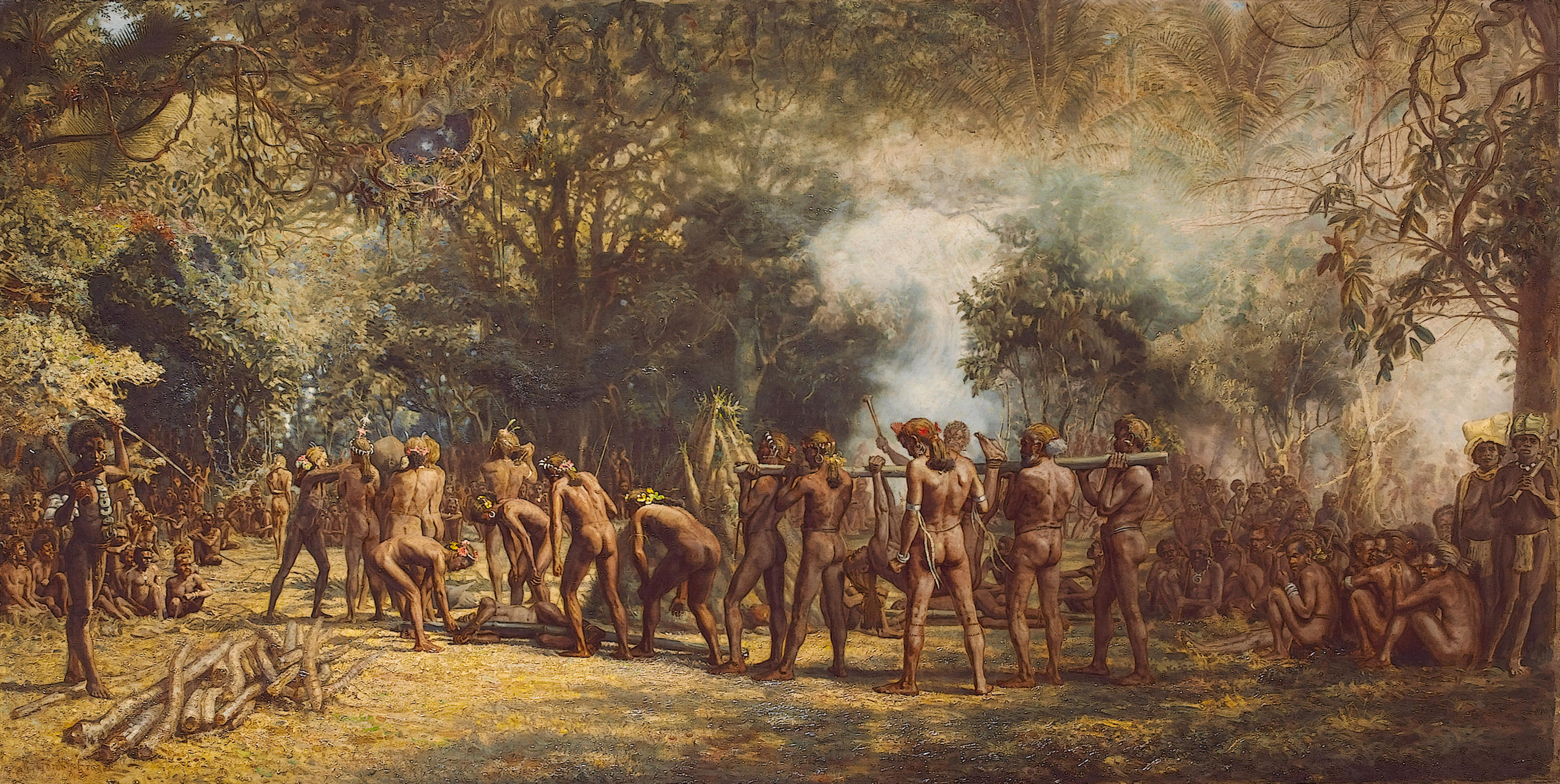
Un festín caníbal en Tanna (Vanuatu), 1885-1889.

El canibalismo en Oceanía está bien documentado en muchas partes de este continente, con informes que abarcan desde principios de la Edad Moderna hasta, en algunos casos, el siglo XXI. También se han encontrado algunas pruebas arqueológicas. El canibalismo humano en Melanesia y Polinesia estaba principalmente asociado a la guerra, en la que los vencedores se comían a los derrotados, mientras que en Australia solía ser una práctica para evitar la inanición en tiempos de adversidad.
El canibalismo estaba muy extendido en algunas zonas de Fiyi (conocidas como las "islas caníbales"), entre los maoríes de Nueva Zelanda y en las islas Marquesas. También se practicaba en Nueva Guinea y en algunas zonas de las islas Salomón, y en algunas islas melanesias se vendía carne humana en los mercados. En 2012, el canibalismo seguía practicándose en Papúa Nueva Guinea por motivos culturales.

## Australia
Aunque se acepta en general que en Australia se practicó el canibalismo en determinadas circunstancias, se discute la prevalencia y el significado de tales actos en las sociedades aborígenes precoloniales. Antes de la colonización, los aborígenes australianos eran predominantemente cazadores-recolectores nómadas que, en ocasiones, sufrían carencias de fuentes de proteínas. Entre los casos de canibalismo de los que se tiene constancia figuran la matanza y el consumo de niños pequeños (el infanticidio era una práctica muy extendida para controlar la población y porque las madres tenían problemas para cargar con dos niños pequeños que aún no podían caminar) y de guerreros enemigos muertos en combate.
A finales de la década de 1920, el antropólogo Géza Róheim oyó decir a los aborígenes que el canibalismo infanticida se había practicado especialmente durante las sequías. "Hace años era costumbre comerse a uno de cada dos niños": el bebé era asado y consumido no solo por la madre, sino también por los hermanos mayores, que se beneficiaban de esta carne en épocas de escasez de alimentos. Una mujer le contó que habían asado a su hermana pequeña, pero negó haber comido de ella. Otra "admitió haber matado y comido a su hija pequeña", y otras personas con las que habló recordaban haberse "comido a uno de sus hermanos". El consumo de bebés adoptaba dos formas diferentes, según el lugar donde se practicara:

Cuando los yumu, pindupi, ngali o nambutji pasaban hambre, se comían a los niños pequeños sin  ningún motivo ceremonial ni de carácter animista. Entre las tribus del sur, los matuntara, mularatara o pitjentara, se comían a uno de cada dos niños, ya que creían que la fuerza del primero se duplicaría con este procedimiento.

Por lo general, solo se consumía a los bebés que aún no habían recibido un nombre (lo que ocurría alrededor del primer cumpleaños), pero en épocas de mucha hambre también podían ser asesinados y comidos los niños mayores (de hasta cuatro años aproximadamente), aunque la gente solía tener malos sentimientos al respecto. Los bebés los mataba la madre, mientras que a los niños mayores "los mataba el padre golpeándoles en la cabeza". En 1904, un párroco de Broome (Australia Occidental) declaró que el infanticidio era muy común, incluido un caso en el que una mujer asesinó y devoró a su hijo de cuatro años, que más tarde se hizo cristiana.
El historiador William Rubinstein escribe que tanto el "infanticidio deliberado" como "la práctica del canibalismo de un bebé asesinado" eran aparentemente comunes en Australia. Varios informes indican que, en ocasiones, las madres asesinaban a sus recién nacidos y luego daban de comer la carne a un hermano mayor para fortalecer así al hijo mayor. El etnógrafo noruego Carl Sofus Lumholtz confirma que los bebés eran comúnmente asesinados y comidos, especialmente en épocas de escasez de alimentos. Señala que la gente hablaba de tales actos "como algo cotidiano, y en absoluto como algo extraordinario".
Algunos han interpretado el consumo de bebés como una práctica religiosa: "En algunas partes de Nueva Gales del Sur, era costumbre hace mucho tiempo que el primogénito de cada lubra (mujer aborigen) fuera comido por la tribu, como parte de una ceremonia religiosa". Sin embargo, no parece haber pruebas directas de que tales actos tuvieran realmente un significado religioso, y el antropólogo australiano Alfred William Howitt rechaza la idea de que se tratara de sacrificios humanos por "carecer absolutamente de fundamento", argumentando que los sacrificios religiosos de cualquier tipo eran desconocidos en Australia.
Otra práctica frecuente era el endocanibalismo funerario, que consistía en cocinar y consumir a los difuntos como parte del rito funerario.

Cuando alguien muere, siempre que no sea demasiado viejo, algunos de los parientes varones se llevan el cadáver al monte y lo cuecen en un horno tradicional. Una vez extraída toda la carne (al parecer, se come todo), se recogen los huesos y, a excepción de los largos del brazo, se envuelven en corteza de papel y se entregan a un pariente.

Lumholtz afirma que "el mayor manjar conocido por los nativos australianos es la carne humana", e incluso añade que el "apetito por la carne humana" era el principal motivo para matar. Los individuos sin parentesco y las familias aisladas eran atacados solo para ser comidos y cualquier extraño corría el riesgo de ser "perseguido como una bestia salvaje y asesinado y comido". Afirma que adquirir carne humana de esta manera era algo de lo que sentirse orgulloso, no un motivo de vergüenza. No obstante, subraya que esa carne no era en absoluto un "alimento cotidiano", ya que las oportunidades de capturar víctimas eran relativamente escasas. Un caso concreto de secuestro con fines caníbales fue registrado en la década de 1840 por el inmigrante inglés George French Angas, quien declaró que varios niños fueron secuestrados, descuartizados y devorados cerca del lago Alexandrina, en Australia Meridional, poco antes de su llegada.

## Melanesia
En algunas partes de Melanesia, el canibalismo se seguía practicando a principios del siglo XX por diversos motivos, como la venganza, para insultar a un pueblo enemigo o para absorber las cualidades del difunto.

### Nueva Guinea

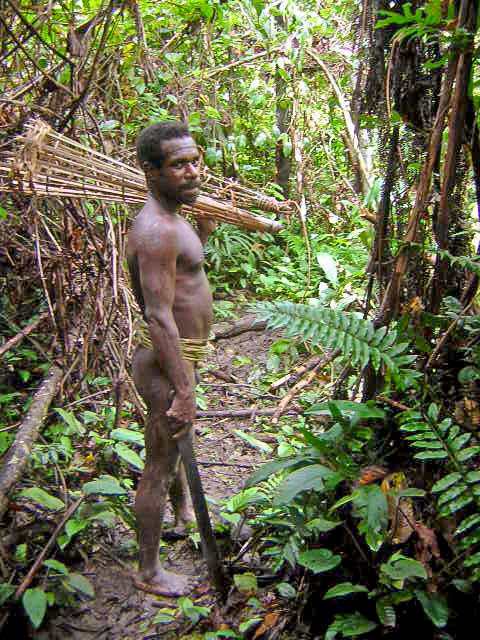
El pueblo korowai de Nueva Guinea practicaba el canibalismo hasta tiempos muy recientes.

Como en otras sociedades de Nueva Guinea, los urapmin practicaban el canibalismo en tiempos de guerra. Los urapmin también tenían un sistema de tabúes alimentarios según el cual los perros no podían ser comidos y había que evitar que respiraran sobre la comida, a diferencia de los humanos, que podían ser comidos y con los que se podía compartir la comida.
La tribu korowai del sudeste de Papúa podría ser una de las últimas tribus caníbales del mundo.
Un culto caníbal local mató y se comió a sus víctimas en 2012.

### Fiyi

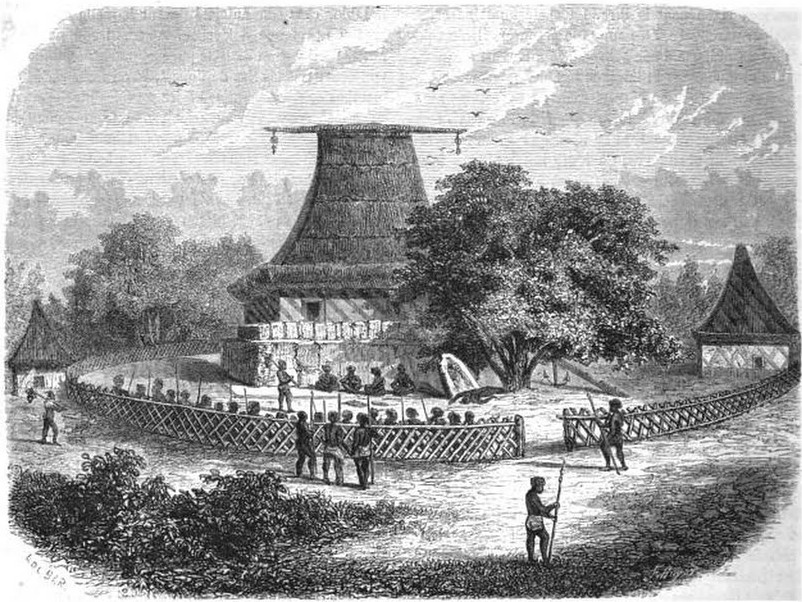
Escena del exterior de un bure kalou (templo) fiyiano con una víctima a punto de ser consumida. Dibujo de Alexandre de Bar (1860).

Se dice que un jefe tribal, Ratu Udre Udre, de Rakiraki (Fiyi), consumió a 872 personas y construyó un montón de piedras para dejar constancia de su hazaña. Fiyi fue apodada las "Islas Caníbales" por los marineros europeos, que evitaban desembarcar allí.

## Polinesia

### Nueva Zelanda
Es posible que el primer encuentro entre europeos y maoríes terminara en canibalismo, como le ocurrió a un marinero holandés. En junio de 1772, el explorador francés Marc-Joseph Marion du Fresne y los 26 miembros de su tripulación fueron asesinados y devorados en la Bahía de las Islas. En un incidente ocurrido en 1809 y conocido como la masacre de Boyd, unos 66 pasajeros y tripulantes del Boyd fueron asesinados y devorados en Whangaroa (Northland).
El canibalismo era una práctica habitual en las guerras maoríes. En una ocasión, el 11 de julio de 1821, los guerreros de la tribu Ngāpuhi mataron a 2 000 enemigos y permanecieron en el campo de batalla "comiéndose a los derrotados hasta que el olor de los cuerpos en descomposición ahuyentó a los demás". Los guerreros maoríes que lucharon contra el Gobierno neozelandés en la Guerra de Tītokowaru en la Isla Norte en 1868-1869 revivieron antiguos ritos de canibalismo como parte de una interpretación radical de la religión Pai Mārire.
Según el historiador Paul Moon, se comían los cadáveres de los enemigos por rabia y para humillarlos. Moon ha criticado a otros historiadores por ignorar el canibalismo maorí o incluso por afirmar que nunca existió, a pesar de la "abrumadora" cantidad de pruebas que demuestran lo contrario. Margaret Mutu, profesora de estudios maoríes en la Universidad de Auckland, está de acuerdo en que "el canibalismo estaba extendido por toda Nueva Zelanda" y que "formaba parte de nuestra cultura maorí", pero advierte de que puede ser difícil para los no maoríes entender e interpretar correctamente esas costumbres debido a la falta de conocimientos contextuales, aunque no detalló de qué conocimientos podrían carecer.
Según un artículo académico,

Sin embargo, aparte del europeo pasajero, el canibalismo maorí, al igual que el azteca, se practicaba exclusivamente con enemigos tradicionales, es decir, con miembros de otras tribus y hapuu. En la jerga, los maoríes eran exo-caníbales y no endocaníbales. Según cuentan ellos mismos, lo hacían por venganza: matar y comerse a un hombre era la forma más vengativa y degradante de hacer daño a otra persona.

Dicha humillación también podía consistir en exhumar y consumir los cuerpos de los enemigos que habían muerto por causas ajenas, un acto conocido como kai pirau (necrofagia).

Además de comerse los cadáveres de los enemigos muertos en combate, una forma de vengar una injuria consistía en desenterrar un cadáver perteneciente al grupo del infractor y comérselo. Stafford, en su historia de la tribu Te Arawa, describe cómo Manawa, jefe de los Ngati Whakaue, se vengó del asesinato de unas personas que se habían alojado con él como huéspedes por parte de algunos miembros de la tribu Ngati Raukawa. Manawa fue a un cementerio Ngati Rau y desenterró el cadáver de un hombre que sabía que había sido enterrado allí recientemente; se llevó el cuerpo a casa, lo cocinó y se lo comió. Después, según Stafford, convirtió los huesos en "utensilios".

## Islas Marquesas
La densa población de las islas Marquesas, en la actual Polinesia Francesa, se concentraba en estrechos valles y estaba formada por tribus guerreras, en ocasiones, practicaban el canibalismo con sus enemigos. La carne humana se llamaba "cerdo largo", escribe Rubinstein:

Los marquesanos consideraban un gran triunfo comerse el cuerpo de un difunto. Trataban a sus cautivos con gran crueldad. Les rompían las piernas para evitar que intentaran escapar antes de ser devorados, pero los mantenían con vida para que pudieran rumiar su inminente destino. En esta tribu, como en muchas otras, los cuerpos de las mujeres eran muy solicitados.